# Карлстад
Ка́рлстад (швед. Karlstad) — город в Швеции, центр лена Вермланд и одноименной коммуны. Расположен на северном берегу озера Венерн. Карлстад — 18-й по величине город Швеции с населением 83 994 жителей.
Карлстад расположен в устье реки Кларэльвен, впадающей в озеро Венерн, крупнейшее по площади озеро страны (и третье по площади в Европе после Ладожского и Онежского озёр).

## История
Герцог Карл (позже король Швеции Карл IX) 5 марта 1584 даровал поселению статус города и сделал его центром провинции. Сам Карлстад на тот момент насчитывал 45 домов. Название города дословно означает город Карла.
Герцог так же построил свою резиденцию в городе (швед. Kungsgården, англ. The King's Manor). На месте этого строения архитектором Кристианом Халлером (англ. Christian Haller) в 1724—1730 годах был построен Кафедральный собор Карлстада.
Значимый государственный переворот в современной истории Швеции имел корни в Карлстаде. В ночь 7 Марта 1809, Георг Адлерспарре использовал часть вверенной ему западной армии, чтобы занять Карлстад. Затем он официально провозгласил революцию, и 9 Марта его армия начала движение в направлении столицы для содействия низвержению короля Густава IV Адольфа.
Как и многие другие старые города, Карлстад пострадал от нескольких крупных пожаров. После пожара 2 июля 1865 в городе сохранились лишь 7 домов из 240, в том числе уцелел кафедральный собор. После этого Карлстад был перестроен согласно сеточному шаблону с широкими улицами, засаженными деревьями.
31 августа — 23 сентября 1905 в Карлстаде проходили переговоры шведских и норвежских представителей об условиях разрыва Шведско-норвежской унии.

## Культура и достопримечательности

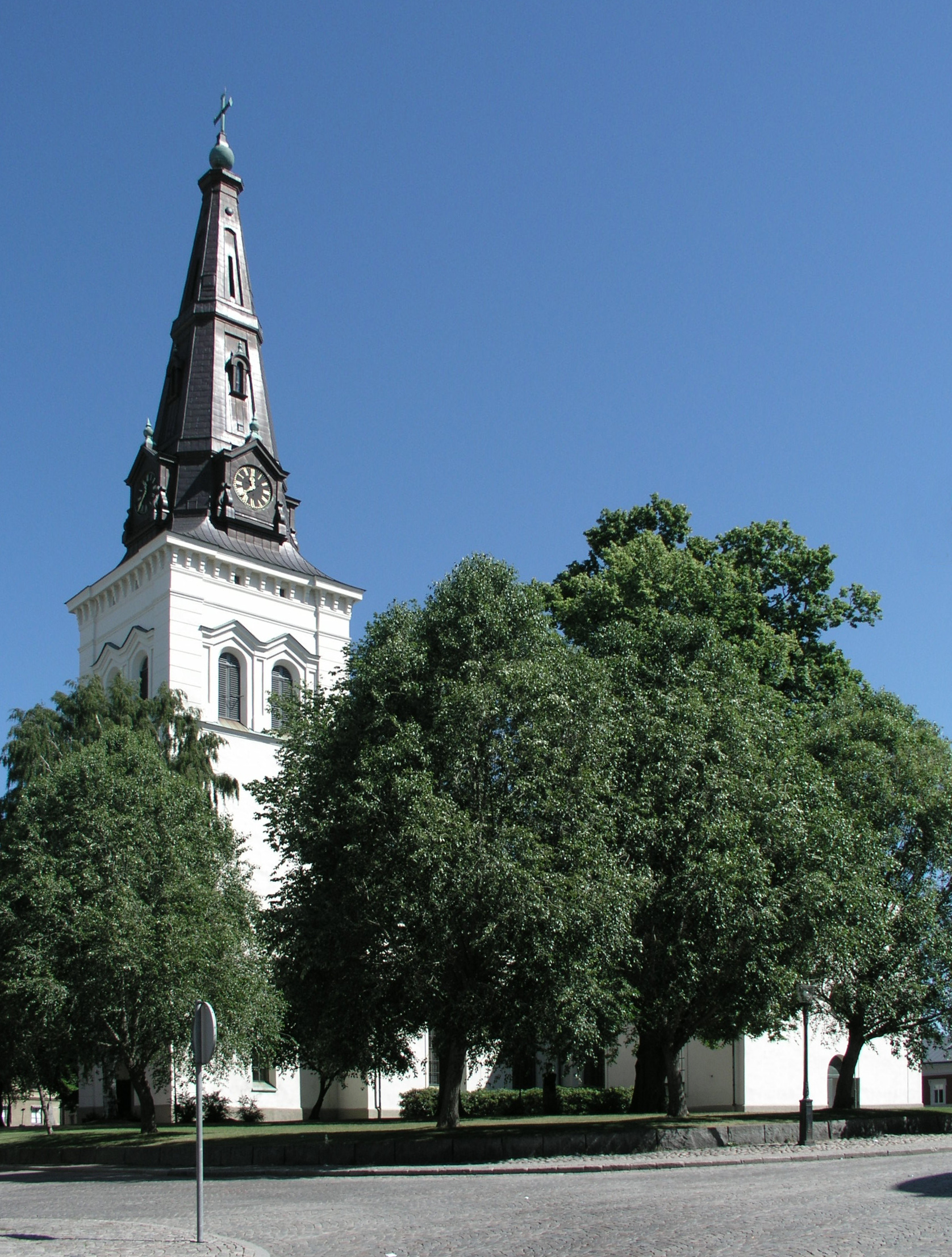

### Кафедральный собор Карлстада
Карлстадский собор находится в 100 метрах от Stora torget, главной площади города. Высота главной башни делает собор одним из самых заметных строений в Карлстаде. Также собор виден с автомагистрали E18 и с реки Кларэльвен.

### Каменный мост
Каменный мост был построен в 1797 и является самым длинным, по сей день используемым для перевозок, каменным мостом в Швеции. Был построен в качестве выезда из города; сейчас он находится практически в центре, связывая 2 жилых района города Haga и Hagaborg/Norrstrand. На данный момент движение по мосту открыто для автобусов и пешеходов.

## Экономика

### Информационные технологии
- Telia Company — телекоммуникационная компания, лидер рынков сотовой связи Швеции и Финляндии. Имеет крупный (более 340 человек) R&D центр в Карлстаде
- TietoEnator — шведско-финская ИТ-компания, предоставляющая услуги по разработке программных продуктов, системную поддержку и консультации заказчиков. Офис в Карлстаде более 500 человек.

### Целлюлозно-бумажная промышленность
- Stora Enso — одна из крупнейших лесопромышленных компаний мира имеет в Карлстаде научно-исследовательский центр.
- Metso — в городе расположена штаб-квартира, исследовательский центр, литейное и сборочное производство Metso Paper Karlstad AB − подразделение концерна Metso, специализирующееся на выпуске оборудования для целлюлозно-бумажной промышленности.

### Прочие
- Löfbergs Lila — в Карлстаде расположен завод известного шведского производителя кофе.

## Спорт
Команда Ферьестад (домашний стадион Löfbergs Lila Arena) выигрывала чемпионат Швеции по хоккею с шайбой несколько раз, последний раз в 2022 году.
Команда Болтик (домашний стадион Тингвалла) по хоккею с мячом — одна из самых титулованных в мире.

## Образование

### Университет Карлстада
Университет Карлстада (англ. Karlstad University , швед. Karlstads universitet) — государственное образовательное учреждение, получившие статус университета в 1999 году. По состоянию на 2005 год в университете проходит обучение более 10000 студентов. Факультеты:
- Факультет экономики, связи и информационных технологий
- Факультет технологии и науки
- Факультет социологии и биологии
- Факультет географии
- Факультет искусства и образования

## Транспорт

### Аэропорт
Официально открытый в 1997 году аэропорт Карлстада предлагает 2 регулярных рейса. Примерное число пассажиров в год — 171 680 (2003). Аэропорт расположен в 16 км к северо-западу от города. Добраться до аэропорта можно на такси или «on-demand» (по запросу) автобусе.
Авиакомпания Skyways выполняет регулярные рейсы из аэропорта Карлстада в направлениях:
- Арланда, Стокгольм. Продолжительность полёта 55 минут.
- Копенгаген. Продолжительность полёта 1 час 15 минут.

## Климат
| Показатель                         | Янв. | Фев. | Март | Апр. | Май  | Июнь | Июль | Авг. | Сен. | Окт. | Нояб. | Дек. | Год |
| ---------------------------------- | ---- | ---- | ---- | ---- | ---- | ---- | ---- | ---- | ---- | ---- | ----- | ---- | --- |
| Средний суточный максимум, °C      | −1,6 | −1,2 | 2,9  | 8,1  | 14,8 | 19,6 | 20,6 | 19,5 | 14,9 | 9,7  | 3,9   | 0,0  | 9,3 |
| Средняя температура, °C            | −4,6 | −4,7 | −1,1 | 3,6  | 9,9  | 14,7 | 16,1 | 14,9 | 10,9 | 6,5  | 1,2   | −2,9 | 5,4 |
| Средний суточный минимум, °C       | −8   | −8,4 | −5,2 | −0,8 | 4,8  | 9,5  | 11,4 | 10,5 | 6,9  | 3,3  | −1,8  | −6,3 | 1,3 |
| Норма осадков, мм                  | 43   | 31   | 37   | 37   | 42   | 53   | 62   | 73   | 70   | 67   | 71    | 48   | 634 |
| Источник: Гонконгская обсерватория |      |      |      |      |      |      |      |      |      |      |       |      |     |

## Города-побратимы
| Флаг Норвегии  | Мосс (Норвегия)      |
| Флаг Дании     | Хорсенс (Дания)      |
| Флаг Финляндии | Нокиа (Финляндия)    |
| Флаг Исландии  | Блёндюоус (Исландия) |
| Флаг Эстонии   | Йыгева (Эстония)     |
| Флаг Хорватии  | Карловац (Хорватия)  |